# Convenção entre a Grã-Bretanha e a China sobre o Tibete
A Convenção entre a Grã-Bretanha e a China sobre o Tibete foi um tratado assinado entre a dinastia Qing e o Império Britânico em 1906, que reafirmou a posse chinesa do Tibete após a expedição britânica ao Tibete em 1903-1904. Os britânicos, mediante pagamento da corte Qing, também concordaram em "não anexar o território tibetano, ou interferir na administração do Tibete", enquanto que a China se empenharia em "não permitir que qualquer outro país estrangeiro interferisse no território ou na administração interna do Tibete". Esta convenção sucedeu ao Tratado de Lhasa assinado entre o Tibete e o Império britânico em 1904.[carece de fontes?]